# DNASIS Taxon
DNASIS Taxon（ディナシス　タクソン）は、日立ソリューションズが開発・販売する生物種同定、細菌叢調査解析ソフトウェアである。

## 概要
16S rDNAを用いた微生物同定ソフトウェア「DNASIS微生物同定」を2008年9月に発表。
翌年発表された次バージョンでは、ユーザー独自のデータベースを構築できる機能を追加し、16S rDNA以外も扱えるようになったことから、「DNASIS Taxon」という名称に変更。
多検体の同時解析、群衆解析、系統樹の自動作成を行う。
また、16S rDNA以外にカビ・真菌用のデータベースなどの配信を開始。
2011年時点の最新版は3月に発売されたDNASIS Taxon V3.1である。
日立ソリューションズソフトウェアのサイトで検索しても最新情報は出てこない。下記のURLもリンク切れである。

## 関連商品
- DNASIS Pro
- MasterPlex ReaderFit